# Test de Bosco
El test de Bosco está compuesto por una serie de saltos verticales, cuyo objetivo es valorar las características morfohistológicas (tipos de fibra muscular), funcionales (alturas y potencias mecánicas de salto) y neuromusculares (aprovechamiento de la energía elástica, reflejo miotático y resistencia a la fatiga) de la musculatura extensora de los miembros inferiores a partir de las alturas obtenidas en los distintos tipos de saltos verticales (Bosco y cols., 1983).
Este test se puede realizar utilizando distintos tipos de saltos, en este caso realizamos un SJ, CMJ y un test de saltos continuos o repeat jump de 15”. Además de estos tres tipos de saltos podemos realizar el test con otras modalidades como son el abalakov, el drop jump (DJ), o el test de saltos continuos o repeat jump de distintos tiempos (15”, 30”, 45” o 60”), ya sea con SJ o CMJ, más comúnmente utilizado el segundo. 
El optojump es un sistema de medidas ópticas diseñado para medir los tiempos de vuelo y de contacto durante la realización de una serie de saltos. Es un sistema de obtención óptica de datos, compuesto de una barra óptica transmisora y una receptora.
Cada una contiene de 32 a 96 LEDs Infrarrojos, según la resolución elegida. Estos LEDs están ubicados sobre la barra transmisora y se comunican continuamente con los leds ubicados en la barra receptora. El sistema detecta eventuales interrupciones y su duración.

## Tipos de saltos
Squat Jump (SJ)
En esta prueba el individuo debe efectuar un salto vertical partiendo de la posición de media sentadilla (rodillas flexionadas a 90°), con el tronco erguido y con las manos dispuestas en la cintura. El individuo debe efectuar la prueba sin realizar contramovimientos hacia abajo. El salto, firme, y realizado sin la ayuda de los brazos, constituye una prueba sencilla de fácil aprendizaje y de elevada estandarización.
Permite, mediante la altura alcanzada por el individuo en este test, valorar la fuerza explosiva de los miembros inferiores. El valor de la altura está relacionado directamente con la velocidad vertical del individuo en el momento cumbre y dicha velocidad es fruto de la aceleración que los miembros inferiores imprimen al centro de gravedad. 
- Cualidad analizada: Fuerza explosiva.
- Modalidad de activación muscular: Acción concéntrica.

Counter movement Jump (CMJ)
En esta prueba el individuo se encuentra en posición erguida con las manos en la cintura, teniendo que efectuar un salto vertical después de un rápido contramovimiento hacia abajo. Durante toda la fase de vuelo al atleta debe mantener sus miembros inferiores y tronco en completa extensión, hasta la recepción con la plataforma.
- Cualidad analizada: Fuerza explosiva + Fuerza elástica
- Modalidad de activación muscular: Acción concéntrica precedida de una fase muy breve de contracción excéntrica necesaria para la inversión del movimiento.

Repeat Jump de 15”
Se realizan saltos del tipo CMJ durante 15 segundos realizando poca amortiguación entre cada salto. La forma de ejecutar el test es igual que el CMJ pero continuada durante 5 a 60 segundos.
- De 5 a 15 segundos nos permiten conocer la capacidad de producir potencia utilizando el sistema ATP-CP fundamentalmente, nuestro caso.
- Desde los 30 a los 60 segundos además la resistencia la potencia anaeróbica aláctica y la pérdida de capacidad de producción de energía elástica (resistencia a la fatiga).

En los protocolos del Dr. Bosco se utiliza el SJ, pero nosotros utilizamos el CMJ. Debido a que consideramos que esta forma es más específica, para poder confeccionar los programas de entrenamiento.
- Cualidad analizada: Potencia mecánica + Metabolismo anaeróbico aláctico y láctico.
- Modalidad de activación muscular: Sucesión de acciones concéntricas precedidas de una fase muy breve de contracción excéntrica.

Test Abalakov 

Éste procedimiento describe una variación de la prueba de salto vertical, lleva el nombre del científico que describió por primera vez (en 1938) una prueba de salto vertical para medir la potencia de las piernas, y se utiliza como parte del protocolo Ergo Jump de Bosco.
Este test es parecido al Counter Movement Jump (CMJ)
El individuo se pondrá de pié, con los brazos pegados al cuerpo y los pies separados.
La acción será saltar lo más alto posible, habiendo realizado antes una flexión de rodillas, y al contrario del CMJ, en este test si se pueden usar los brazos para beneficiar el movimiento vertical.
- Cualidad analizada: Fuerza explosiva + Potencia máxima del tren inferior